# Круша-Замкова
Круша-Замкова (пол. Krusza Zamkowa, нім. Großkruscha) — село в Польщі, у гміні Іновроцлав Іновроцлавського повіту Куявсько-Поморського воєводства.
Населення — 245 осіб (2011).
У 1975-1998 роках село належало до Бидгощського воєводства.

## Демографія
Демографічна структура станом на 31 березня 2011 року:
|          | Загалом | Допрацездатний вік | Працездатний вік | Постпрацездатний вік |
| -------- | ------- | ------------------ | ---------------- | -------------------- |
| Чоловіки | 114     | 23                 | 83               | 8                    |
| Жінки    | 131     | 27                 | 79               | 25                   |
| Разом    | 245     | 50                 | 162              | 33                   |